# Georges Pire
Georges Charles Clement Ghislain Pire, född 10 februari 1910 i Dinant, död 30 januari 1969 i Leuven, var en belgisk dominikanermunk. År 1958 mottog han Nobels fredspris.

## Biografi
Pire deltog aktivt i motståndsrörelsen under andra världskriget och engagerade sig efter kriget i flyktingproblematiken. Bland annat byggde han på 1950-talet ett antal så kallade Europabyar där flyktingar kunde bosätta sig med hjälp av ekonomiskt stöd från ett system av sponsorer.
Efter att han tilldelats fredspriset etablerade han 1960 ett universitet för fredsfostran i Huy och organiserade olika stöd- och bidragsprojekt i Pakistan och Indien.

## Utmärkelser
Asteroiden 3228 Pire är uppkallad efter honom.